# Enter Sandman
"Enter Sandman" là một bài hát của ban nhạc heavy metal người Mỹ Metallica. Đây là bài mở đầu và đĩa đơn chủ đạo trích từ album thứ năm cùng tên nhóm ra mắt vào năm 1991. Phần nhạc do Kirk Hammett, James Hetfield và Lars Ulrich cùng sáng tác. Giọng ca kiêm nghệ sĩ guitar Hetfield phụ trách viết lời với nội dung về những cơn ác mộng của trẻ em.
Đĩa đơn giành vị trí số 16 trên Billboard Hot 100 và đoạt chứng nhận bạch kim nhờ hơn một triệu bản tiêu thụ ở Hoa Kỳ, qua đó thúc đẩy doanh số của Metallica vượt mốc 30 triệu bản và làm cho Metallica vươn tầm nổi tiếng toàn thế giới. Không chỉ được giới phê bình ngợi khen, bài hát còn có mặt ở mọi album nhạc sống và DVD của Metallica kể từ năm 1991 và được trình bày trực tiếp tại các lễ trao giải thưởng và hòa nhạc từ thiện.

## Sáng tác và thu âm
"Enter Sandman" là ca khúc đầu tiên mà Metallica sáng tác cho album cùng tên nhóm vào năm 1991. Lúc ấy phần viết nhạc của Metallica chủ yếu do tay rhythm guitar James Hetfield và tay trống Lars Ulrich phụ trách, sau khi họ tập hợp các băng ghi ý tưởng và nội dung bài hát từ những thành viên khác, gồm tay lead guitar Kirk Hammett và tay bass Jason Newsted. Nhà Ulrich ở Berkeley, California được trưng dụng với mục đích này. "Enter Sandman" phát triển từ một đoạn guitar riff mà Hammett sáng tác, nhờ cảm hứng có được từ album Louder Than Love (1989) của Soundgarden. Lúc đầu, đoạn riff có thời lượng hai tiết nhịp, song Ulrich đề xuất nên trình bày tiết nhịp đầu tiên ba lần và tiết nhịp thứ hai chỉ lặp lại một lần ở mỗi nhịp thứ tư. Phần nhạc khí của bài hát nhanh chóng được hoàn tất, nhưng Hetfield không nghĩ ra được giai điệu và lời bài hát trong thời gian dài. Ca khúc nằm trong số những bài cuối album điền phần lời, và phần lời trong bài không phải bản gốc; Hetfield thấy rằng "Enter Sandman" nghe "bắt tai và có vẻ thương mại" thế nên để cân bằng âm thanh, anh viết ra ca từ nói về việc "hủy hoại gia đình hoàn hảo; một bí mật lớn kinh khủng trong gia đình" với chi tiết liên hệ tới đột tử ở trẻ sơ sinh. Tuy nhiên lần đầu tiên trong lịch sử hoạt động của Metallica, Ulrich và nhà sản xuất Bob Rock bảo Hetfield rằng họ thấy anh có thể viết ra phần lời tốt hơn. Mặc dù vậy, theo lời Ulrich, ca khúc là "nền tảng, kim chỉ nang cho toàn bộ đĩa nhạc" ngay cả trước khi điền phần lời.
Một bản nháp nhạc khí được thu âm vào ngày 13 tháng 8 năm 1990. Album Metallica gần như được thu âm toàn bộ ở Los Angeles tại phòng thu One on One Studios từ 6 tháng 10 năm 1990 đến 16 tháng 6 năm 1991, dẫu Ulrich, Hetfield và Rock cũng thu nhạc trong một tuần ở Vancouver, British Columbia, Canada, từ tháng 4 đến tháng 5 năm 1991. Do là lần đầu sản phẩm do Bob Rock sản xuất, ca khúc được thu âm khác so với những album trước của Metallica; Rock đề xuất rằng các thành viên thu âm chung cùng nhau, thay vì thu riêng.
Hetfield miêu tả "Enter Sandman" là một "bờ tường guitar" (wall of guitars)— ba track rhythm guitar ghi cùng đoạn riff của chính anh để tạo ra hiệu ứng "wall of sound". Theo lời kỹ sư Randy Staub, ông chứng kiến tới gần 50 lượt thu trống thử vì Ulrich không thu toàn bộ bài hát một lần mà thu âm từng đoạn một. Vì quá khó để có được lượt thu thử với "cường độ" mà ban nhạc mong muốn, nhiều lượt thu thử được chọn lọc ra rồi biên tập lại. Staub kể rằng đội ngũ sản xuất tốn nhiều thời gian để lọc ra âm thanh tốt nhất từ mỗi phòng thu và sử dụng một số tổ hợp 40 đến 50 microphone để thu trống và guitar nhằm mô phỏng âm thanh của một buổi hòa nhạc sống. Tiếng guitar bass cũng có vai trò quan trọng với Rock; theo lời kể của Newsted, âm thanh của Metallica trước đây "rất chú trọng đến guitar" và "khi mà ông ấy [Rock] tham gia sản xuất, tần suất tiếng bass cũng hiện diện trong đó." Vì là đĩa đơn đầu tiên, "Enter Sandman" cũng là bài đầu tiên được trộn âm, một công việc mất khoảng mười ngày vì ban nhạc và Bob Rock vừa phải tạo ra được âm thanh cho toàn bộ album vừa trộn âm cho bài hát.

## Cấu trúc
Những bài hát đơn giản hơn trong album Metallica, (tính cả "Enter Sandman") khác xa với album cầu kì về mặt âm nhạc trước của họ là ...And Justice for All. Ulrich miêu tả "Enter Sandman" là "bài hát một riff", tức là toàn bộ các đoạn trong bài đều bắt nguồn từ đoạn riff chính được ghi công cho Kirk Hammett. "Enter Sandman" được các nhà phê bình phân vào thể loại heavy metal và hard rock.
"Enter Sandman" sở hữu tiết tấu 123 nhịp/phút với thời lượng là 5 phút 32 giây, nhỉnh hơn một chút so với thời lượng trung bình bài hát trong album. Nhạc phẩm bắt đầu bằng đoạn dạo đầu trên guitar acoustic giống với đoạn riff chính; hợp âm guitar Mi thứ trên guitar sử dụng hiệu ứng wah-wah pedal xuất hiện, kế đến là tần suất dày đặc trống tom-tom. Guitar méo tiếng dẫn bài sang đoạn riff chính, bắt đầu ở giây thứ 56 của bài và sử dụng các biến thể của quãng tam cung Mi/Si♭. Trong The Wah Wah Book, P. J. Howorth miêu tả đoạn riff chính là "quãng quỷ". Tiếp đến bài hát xoay quanh cấu trúc thông thường, lặp lại một phiên khúc, một tiền điệp khúc và một điệp khúc hai lần. Ở điệp khúc và tiền điệp khúc, bài hát chuyển cả tông nhạc lên Fa♯, và sau điệp khúc thứ hai, Hammett trình bày một khúc guitar solo bằng các đoạn riff chính, riff ở tiền điệp khúc và điệp khúc ở nền nhạc. Hammett sử dụng hiệu ứng wah-wah pedal và một lượng lớn âm giai, kể cả Mi thứ ngũ cung, Si thứ, Fa♯ thứ, Mi thứ và Mi theo âm giai Dōrieus. Một trong những câu lick cuối ở đoạn solo lấy cảm hứng từ ca khúc "Magic Man" của Heart như từng được dùng trong bài "Personal" của Ice-T. Chỉ ít giây trước khi khúc solo kết thúc, đoạn breakdown bắt đầu khi tiếng trống sạch tiếng mở màn, kế đến là đoạn dạo đầu bằng guitar acoustic hiện diện khi những nốt cuối vọng từ khúc solo Kirk vang lên âm thầm trong nền nhạc, kèm với đó là giọng Hetfield dạy một đứa nhóc câu cầu nguyện lúc đi ngủ "Now I Lay Me Down to Sleep" và kể một biến thể của bài hát ru "Hush Little Baby": "Hush little baby don't say a word, and never mind that noise you heard. It's just the beasts under your bed, in your closet, in your head". Sau khi tái dựng điệp khúc, bài hát bắt đầu chìm dần trong lúc ban nhạc trình bày các đoạn riff giống với đoạn dạo đầu theo trật tự đảo ngược. Về phần lời, bài hát kể về "những cơn ác mộng và tất cả những chuyện đi kèm với chúng" theo nhận định của Chris True từ AllMusic. Tựa bài là chi tiết liên hệ tới Thần Cát, nhân vật trong văn hóa dân gian phương Tây chuyên làm trẻ chìm vào giấc ngủ.

## Phát hành và đón nhận
Lúc đầu, bài hát "Holier Than Thou" dự kiến được chọn làm bài mở đầu và đĩa đơn chính của Metallica; theo bộ phim tài liệu A Year and a Half in the Life of Metallica, nhà sản xuất Bob Rock bảo Ulrich và Hetfield rằng album có "năm hoặc sáu bài hát sẽ đi vào hàng ngũ kinh điển", không chỉ với người hâm mộ họ mà còn trên sóng phát thanh, và "bài hát đầu tiên nên trình làng là 'Holier Than Thou'". Theo Rock, Ulrich là thành viên duy nhất trong ban (thậm chí trước khi thu âm) thấy rằng "Enter Sandman" là bài hát lý tưởng để làm đĩa đơn đầu tiên. Ulrich kể rằng đã nổ ra một "tranh luận lớn"; tuy nhiên, sau khi giải thích quan điểm với các thành viên còn lại của ban, chung cuộc "Enter Sandman" trở thành bài mở đầu và đĩa đơn đầu tiên của album.
Đĩa đơn được phát hành vào ngày 29 tháng 7 năm 1991, tức hai tuần trước khi Metallica lên kệ bán đĩa. Album ra mắt ở ngôi vị quán quân trên Billboard 200 ở Hoa Kỳ và chín quốc gia khác, tiêu thụ hơn 22 triệu bản toàn thế giới, khiến cho "Enter Sandman" (theo miêu tả của Chris True) trở thành "một trong những bài nhạc rock dễ nhận diện nhất mọi thời đại". Đĩa đơn leo lên vị trí số mười sáu (hạng cao nhất) trên bảng xếp hạng Billboard Hot 100 và vị trí thứ năm (hạng cao nhất) trên UK Singles Chart. Ngày 30 tháng 8 năm 1991, bài nhạc trở thành đĩa đơn thứ hai của Metallica giành được chứng nhận vàng ở Hoa Kỳ nhờ tiêu thụ hơn 500.000 bản. Tháng 8 năm 2021, ca khúc tái xuất ở ngôi quán quân của German Singles Chart sau khi đĩa đơn CD được tái bản, mà lợi nhuận thu được sẽ được quyên góp từ thiện nhằm hỗ trợ các nạn nhân người Đức sống sót của nạn lũ lụt châu Âu 2021. Ngoài các đề cử mà tổng thể album nhận được, riêng bài hát cũng được đề cử tranh giải Bài hát rock hay nhất tại lễ trao giải Grammy lần thứ 34 vào năm 1992, song chung cuộc thất cử trước "The Soul Cages" của Sting. Ca khúc còn được bầu chọn là bài hát của năm 1991 tại lễ trao giải Readers Choice Awards của tạp chí Metal Edge.
"Enter Sandman" nhận được những lời tán dương từ giới phê bình. Chris True của AllMusic xem bài hát là "một trong những khoảnh khắc tuyệt nhất của Metallica" và "bùng cháy nhạc metal quy mô sân vận động, mà một khi hết phần mở bài tích tụ dần thì sẽ chẳng bao giờ chấm dứt". Theo anh, khúc breakdown của bài "sử dụng xuất sắc lời cầu nguyện trước giờ đi ngủ 'Now I Lay Me Down to Sleep' nhằm bổ sung thêm khía cạnh phim kinh dị của bài hát". Trong bài đánh giá album Metallica của AllMusic, Steve Huey miêu tả ca khúc là một trong những bài hát hay nhất trong album, với "những câu groove nặng tối giản". Robert Palmer của Rolling Stone miêu tả "Enter Sandman" "có thể là khúc hát ru metal đầu tiên" và nhận xét bài hát "tường thuật" về "chi tiết và cường độ, [...] cấu trúc bài hát và tác động của từng bài riêng lẻ" trong album. Sid Smith từ BBC bình phẩm ca khúc là "kịch tính tâm lý" và thấy rằng "mô-típ ngắn gọn là dấu hiệu cho thấy đang có những thay đổi" với album mới của Metallica. Tim Gierson của tạp chí Blender cho rằng phần lời bài hát "trình bày những nghi thức trước giờ đi ngủ và hình ảnh cơn ác mộng của thiếu nhi", đồng thời khen "phần kết dày đặc và đoạn riff lôi cuốn".
"Enter Sandman" đã gặt hái được rất nhiều thành tựu. Rolling Stone liệt ca khúc ở vị trí 408 trong danh sách "500 bài hát vĩ đại nhất" (2003) và vị trí 30 trong danh sách "100 bài hát heavy metal vĩ đại nhất mọi thời đại" vào tháng 3 năm 2023. VH1 thì điền tên bài ở hạng 22 trong danh sách "40 bài hát metal vĩ đại nhất mọi thời đại", hạng 18 trong danh sách "100 bài hát vĩ đại nhất thập niên 90" và hạng 88 trong danh sách "100 bài hát vĩ đại nhất trong 25 năm qua" (2003). Tạp chí Blender đưa ca khúc vào loạt bài viết "Những bài hát vĩ đại nhất" và xếp bài ở vị trí 65 trong danh sách "500 bài hát vĩ đại nhất từ khi bạn chào đời". Tạp chí Q liệt nhạc phẩm đứng thứ 81 trong danh sách "100 bài hát thay đổi thế giới" và thứ 55 trong danh sách "1001 bài hát hay nhất từ trước đến nay". Độc giả của tạp chí Total Guitar bầu chọn đoạn riff của ca khúc là hay thứ năm mọi thời đại, còn Kerrang! xếp bài đứng thứ tư trong danh sách "100 đĩa đơn vĩ đại nhất mọi thời đại". Đại sảnh Danh vọng Rock and Roll ghi tên ca khúc vào danh sách "500 bài hát định hình nhạc rock". Ca khúc còn góp mặt trong "100 bài hát gây sốt nhất mọi thời đại" của Triple J. Năm 2009, tác phẩm được ghi danh là bài hát hard rock hay thứ năm mọi thời đại bởi VH1.
Kể từ ngày phát hành ca khúc, đã có nhiều nhận định rằng đoạn riff chính được lấy từ bài hát "Tapping into the Emotional Void" của Excel. Ban đầu "Tapping into the Emotional Void" được phát hành trong album The Joke's on You (1989) của Excel. Năm 2003, một nguồn tin cho biết các thành viên Excel đang xem xét đưa ra hành động pháp lý với Metallica do nét tương đồng giữa hai bài hát. Theo báo cáo tổng kết cuối năm 2019 của Nielsen Music, "Enter Sandman" là ca khúc được lên sóng nhiều thứ tám của thập niên trên các đài phát thanh mainstream rock với 126.000 lượt nghe. Toàn bộ các bài hát trong top 10 đều ở thập niên 1990.

## Video âm nhạc

Ảnh chụp màn hình của MV cho thấy đứa trẻ đang đọc lời cầu nguyện thì bị một Sandman (Thần Cát) theo dõi

"Enter Sandman" là video âm nhạc (MV) thứ hai của Metallica và là MV đầu tiên từ album Metallica. Đây cũng là sản phẩm đầu tiên trong chuỗi sáu MV của Metallica do Wayne Isham làm đạo diễn. MV được thu âm ở Los Angeles và công chiếu ngày 30 tháng 7 năm 1991, tức hai tuần trước ngày phát hành album. Nội dung của MV liên hệ trực tiếp đến chủ đề của ca khúc, kết hợp hình ảnh thiếu nhi gặp ác mông và hình ảnh của một ông già (R. G. Armstrong), xen lẫn là cảnh ban nhạc thể hiện bài hát. Cậu bé mơ mình bị đuối nước, ngã từ nóc tòa nhà cao tầng, bị rắn bủa vây, bị xe tải truy đuổi và cuối cùng rơi từ trên nuối xuống trong khi cậu chạy trốn khỏi xe tải. Ở đoạn mà đứa tẻ đọc lời cậu nguyện, cậu bé bị Sandman (Thần Cát) theo dõi. Trong suốt MV, hình ảnh cứ nhấp nháy liên tục. MV đã giành chiến thắng giải Video hard rock xuất sắc nhất tại giải Video âm nhạc của MTV 1992, đồng thời nhận được đề cử cho Quay video xuất sắc nhất và Dựng video xuất sắc nhất. Andrew Blackie của PopMatters nói rằng "cốt truyện của video khớp với những đoạn riff nhầy nhụa và phần lời hát ru bất thường của James Hetfield".

## Sử dụng và các bản cover
"Enter Sandman" đã được trình bày ở gần như mọi buổi trình diễn trực tiếp của Metallica kể từ khi nhạc phẩm ra đời. Ban nhạc đã phát hành các bản thu bài hát trực tiếp trong các video Live Shit: Binge & Purge, Cunning Stunts, và S&M - trong các cuốn băng ấy ban nhạc trình bày ca khúc với Dàn nhạc giao hưởng San Francisco do nhạc trưởng Michael Kamen chỉ huy. Ca khúc được thảo luận trong các cuốn video A Year and a Half in the Life of Metallica và Classic Albums: Metallica - Metallica, những cuốn băng này hiện có trong album The Videos 1989–2004. Metallica thể hiện ca khúc trực tiếp tại một số lễ trao giải thưởng và hòa nhạc từ thiện, chẳng hạn như giải Video âm nhạc của MTV 1991, giải Grammy 1992, hòa nhạc tưởng nhớ Freddie Mercury và Live Earth. Đôi khi chất nổ được kích hoạt ở giây thứ 49 của bài, khi đoạn riff chính bắt đầu. Sau buổi phát sóng Live Earth trên mặt đất, BBC đã nhận được 413 lời phàn nàn và xin lỗi những người hâm mộ Metallica vì lược bỏ tiết mục của ban nhạc trước "Enter Sandman".
Motörhead đã cover bài hát "Enter Sandman" vào năm 1998, và bản cover này đã nhận được một đề cử giải Grammy cho Trình diễn metal xuất sắc nhất tại lễ trao giải Grammy lần thứ 42. Ban nhạc metal người Phần Lan Apocalyptica cũng cover bài hát để đưa vào album đầu tay Plays Metallica by Four Cellos (1996). Lúc bấy giờ, đội hình Apocalyptica gồm bốn nghệ sĩ cello. Toàn bộ các bài hát trong album là cover các bài hát của Metallica bằng khí nhạc, được chuyển soạn và thể hiện trên đàn cello.
Bài hát còn được sĩ quan kiểm soát nhiệm vụ B. Alvin Drew thuộc chương trình CAPCOM của NASA sử dụng để đánh thức các phi hành gia trong tàu con thoi STS-123. Ca khúc do đặc mệnh Robert L. Behnken lựa chọn theo đề xuất của vị hôn thê.
Trong cuộc tấn công Iraq 2003, các tù binh tỏ ý bất hợp tác bị những chuyên gia thẩm vấn cho nghe bài hát này trong thời gian dài. Theo Chiến dịch tâm lý Hoa Kỳ, mục đích của việc làm này là "phá vỡ sự phản kháng từ tù binh [bằng cách] bật nhạc mà họ cho là xúc phạm văn hóa". Sau khi phát hiện ra rằng bài hát được sử dụng với những mục đích này, tay trống Lars Ulrich bình luận: "thật là quá kỳ cục và quái gở rằng nhạc của Metallica - vốn thường giúp gắn kết mọi người - lại được được sử dụng trong những hoàn cảnh kỳ quặc như vậy. Đây nhất định không phải là điều chúng tôi ủng hộ hay bỏ qua được".
Khi cầu thủ bóng chày Mariano Rivera thi đấu cho New York Yankees, "Enter Sandman" thường được sử dụng làm nhạc chào sân của anh; Rivera thường tự gán cho mình biệt hiệu "Sandman".
"Enter Sandman" được dùng trong giai điệu polka ở bài "Polka Your Eyes Out", nằm trong album Off the Deep End (1992) "Weird Al" Yankovic. Bài hát cũng được bộ đôi nhạc điện tử người Anh Utah Saints và rapper người Mỹ Chuck D lấy sample ở bài "Power to the Beats" của họ. Đây là lần đầu tiên Metallica xóa sample từ chính bài hát của họ.
Từ năm 2000, "Enter Sandman" đã được dùng làm nhạc chào sân cho các trận sân nhà của đội tuyển bóng bầu dục Virginia Tech Hokies tại Sân vận động Lane, cũng như khi bắt đầu các trận bóng rổ sân nhà của trường tại Cassell Coliseum. Thông lệ ấy bắt đầu khi sân vận động lấp bảng điểm mới, và đội đã tranh luận xem nên sử dụng bài "Welcome to the Jungle" của Guns N' Roses và "Sirius" của the Alan Parsons Project, trước khi chọn "Enter Sandman". Giờ đây, bài hát là "bản nhạc hiệu không chính thức của khoa thể thao trường bách khoa Virginia Tech," ví dụ như được bật nhằm ăn mừng chiến thắng của đội bóng rổ nữ Hokies vào ngày 27 tháng 3 năm 2023, giúp họ có lần đầu tiến vào Vòng chung kết.
Năm 2013, "Enter Sandman" được dùng làm nhạc chào sân cho cầu thủ bóng bầu dục Mariano Rivera. Ca khúc cũng từng được câu lạc bộ ở giải Ngoại hạng Anh Tottenham Hotspur sử dụng trong một số trận sân nhà của họ. Năm 2021, bài hát đã được Weezer cover để đưa vào album The Metallica Blacklist. Đô vật Brock Lesnar cũng sử dụng bài hát làm bài chào sân ở một trận đánh của anh tại giải đấu võ thuật UFC.

## Đội ngũ sản xuất
Phần đội ngũ sản xuất được lấy từ phần ghi chú của album Metallica.
Metallica
- James Hetfield – guitar, hát, sản xuất
- Lars Ulrich – trống, sản xuất
- Kirk Hammett – lead guitar
- Jason Newsted – bass

Đội sản xuất hỗ trợ
- Con trai Bob Rock – giọng nói của đứa trẻ[71]
- Bob Rock – nhà sản xuất
- Randy Staub –  kỹ sư thu âm
- Mike Tacci – trợ lý kỹ sư thu âm

## Xếp hạng
| Xếp hạng (1991)                    | Vị trí cao nhất |
| ---------------------------------- | --------------- |
| Úc (ARIA)                          | 10              |
| Bỉ (Ultratop 50 Flanders)          | 45              |
| Canada Top Singles (RPM)           | 17              |
| Canada (The Record)                | 2               |
| Đan Mạch (IFPI)                    | 4               |
| Châu Âu (Eurochart Hot 100)        | 8               |
| Phần Lan (Suomen virallinen lista) | 1               |
| Đức (GfK)                          | 9               |
| Ireland (IRMA)                     | 4               |
| Italy Airplay (Music & Media)      | 10              |
| Hà Lan (Dutch Top 40)              | 12              |
| Hà Lan (Single Top 100)            | 10              |
| New Zealand (Recorded Music NZ)    | 8               |
| Na Uy (VG-lista)                   | 2               |
| Thụy Điển (Sverigetopplistan)      | 14              |
| Thụy Sĩ (Schweizer Hitparade)      | 11              |
| Anh Quốc (OCC)                     | 5               |
| Hoa Kỳ Billboard Hot 100           | 16              |
| Hoa Kỳ Mainstream Rock (Billboard) | 10              |
| Hoa Kỳ Cashbox Top 100             | 28              |

| Xếp hạng (2021) | Vị trí cao nhất |
| --------------- | --------------- |
| Đức (GfK)       | 1               |

| Xếp hạng (1991)                   | Vị trí |
| --------------------------------- | ------ |
| Úc (ARIA)                         | 50     |
| Châu Âu (Eurochart Hot 100)       | 82     |
| Đức (Official German Charts)      | 77     |
| Hà Lan (Dutch Top 40)             | 101    |
| Hà Lan (Single Top 100)           | 83     |
| New Zealand (Recorded Music NZ)   | 41     |
| US Modern Rock Tracks (Billboard) | 39     |

| Xếp hạng (1990–1999)       | Vị trí |
| -------------------------- | ------ |
| Canada (Nielsen SoundScan) | 79     |

| Xếp hạng (2010–2019)                   | Vị trí |
| -------------------------------------- | ------ |
| Hoa Kỳ Mainstream Rock (Nielsen Music) | 8      |

## Chứng nhận và doanh số
| Quốc gia | Chứng nhận  | Số đơn vị/doanh số chứng nhận |
| --- | ----------- | ----------------------------- |
| Úc (ARIA) | 5× Bạch kim | 350.000‡                      |
| Canada (Music Canada) | Vàng        | 50.000^                       |
| Đan Mạch (IFPI Đan Mạch) | Bạch kim    | 90.000‡                       |
| Pháp (SNEP) | Vàng        | 100.000*                      |
| Đức (BVMI) | Bạch kim    | 500.000‡                      |
| Ý (FIMI) doanh số từ năm 2009 | Bạch kim    | 50.000‡                       |
| Anh Quốc (BPI) | Bạch kim    | 600.000‡                      |
| Hoa Kỳ (RIAA) đĩa vật lý | Vàng        | 500.000^                      |
| Hoa Kỳ (RIAA) Kỹ thuật số | Bạch kim    | 1.000.000^ / 3.169.026        |
| Nhạc chuông / Mastertone |             |                               |
| Canada (Music Canada) Nhạc chuông | Vàng        | 20.000*                       |
| Hoa Kỳ (RIAA) Mastertone | Vàng        | 500.000*                      |
| * Chứng nhận dựa theo doanh số tiêu thụ. ^ Chứng nhận dựa theo doanh số nhập hàng. ‡ Chứng nhận dựa theo doanh số tiêu thụ và phát trực tuyến. |             |                               |